# Cable Aéreo de Manizales
El Cable Aéreo de Manizales es un sistema teleférico para transporte de pasajeros en la ciudad de Manizales, siendo uno de los pocos que hay en Colombia, comunicando varios puntos de la urbe. Este medio de transporte ya se ha convertido en un icono de la ciudad en poco tiempo desde su inauguración.
Actualmente el cable posee dos líneas operativas y una en construcción que pertenecen al Sistema de transporte público de la ciudad.

## Historia

### Antecedentes
En la ciudad de Manizales no es la primera vez que se hablaba de un sistema de cable, pues anteriormente se tuvieron estos sistemas en funcionamiento y demostraron ser una solución al problema de comunicación entre las regiones montañosas. además fue una alternativa rápida de construcción frente a costosas y lentas obras de ferrocarriles y de vías, y demostraron ser proyectos operativos, rentables y benéficos para las regiones a las cuales sirvieron generando desarrollo agrícola y comercial.

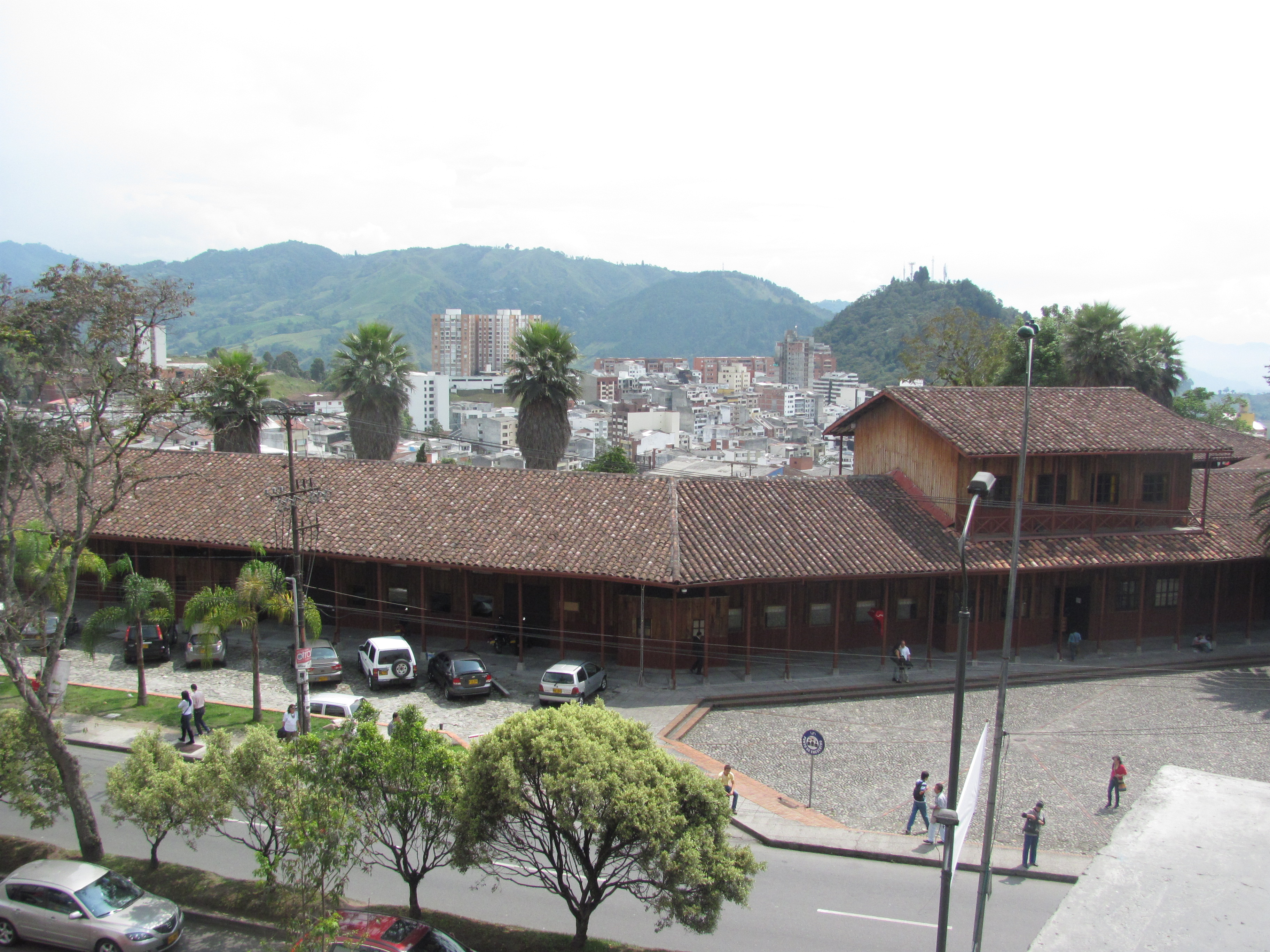
Antigua estación la Camelia del Cable Aéreo Manizales - Mariquita

En Manizales hubo cuatro trayectos que estuvieron en funcionamiento: el primero, Manizales y Mariquita con una extensión de 71,8 kilómetros (el más largo del mundo) inició operaciones en 1915 y estuvo prestando servicio hasta 1968 (53 años); otro trayecto fue entre Manizales y Aranzazu, con una extensión de 22.8 kilómetros (aunque el proyecto original iría hasta Aguadas), inició operaciones en 1928 y funcionó hasta 1942 (14 años). Otro trayecto fue el denominado Manizales al Pacífico, que tuvo un trayecto proyectado de 68.7 kilómetros pero apenas se construyeron 9.7 kilómetros que llegaron hasta Cueva Santa y Pueblo Rico, funcionando únicamente entre 1928 y 1935 (7 años). El último de los trazados más cercanos, estuvo entre Manizales y Villamaría, con una extensión de 2 kilómetros, funcionó entre 1927 y 1930 (sólo 3 años).
En época más reciente, entre los años 1997 y 1998, el consorcio API Asesor de Proyectos de Infraestructura, presentó un estudio titulado Proyecto de Prefactibilidad para un Cable Vía entre Manizales y Villamaría que contemplaba dos estaciones centrales, una en Fundadores y otra en La Fuente y once estaciones de embarque y desembarque.
El proyecto Cable-Vía era una clara opción para permitirle a la ciudad una alternativa complementaria para su desarrollo urbano. La idea, según el mismo estudio, era de darle un sistema de transporte urbano basado en un sistema de líneas de cable a Manizales, surgiendo de la necesidad de salvar la difícil topografía de la región, lo cual a su vez genera dificultades en la construcción de troncales y grandes avenidas capaces de movilizar a una población en constante crecimiento e indudable demanda de transporte masivo.

### Construcción
A inicios del año 2006, la firma Metro de Medellín Ltda., entregó el diagnóstico general de la Viabilidad preliminar para la construcción de un sistema de transporte por Cable Aéreo en la ciudad de Manizales. Señaló inicialmente cuatro posibles trazados:
- Fundadores - Comuna 5
- Villamaría - Centro de Manizales
- Los Cámbulos - La fuente - Centro de Manizales
- La Carola - Universidad Católica

Finalmente se consideró que el corredor más conveniente para desarrollar era el comprendido entre el Centro de Manizales, La Fuente y Los Cámbulos.
Las obras iniciaron el 7 de marzo de 2008 y culminaron con la inauguración de la primera línea del Cable Aéreo de Manizales el 30 de octubre de 2009.

## Líneas del Cable

### Línea 1

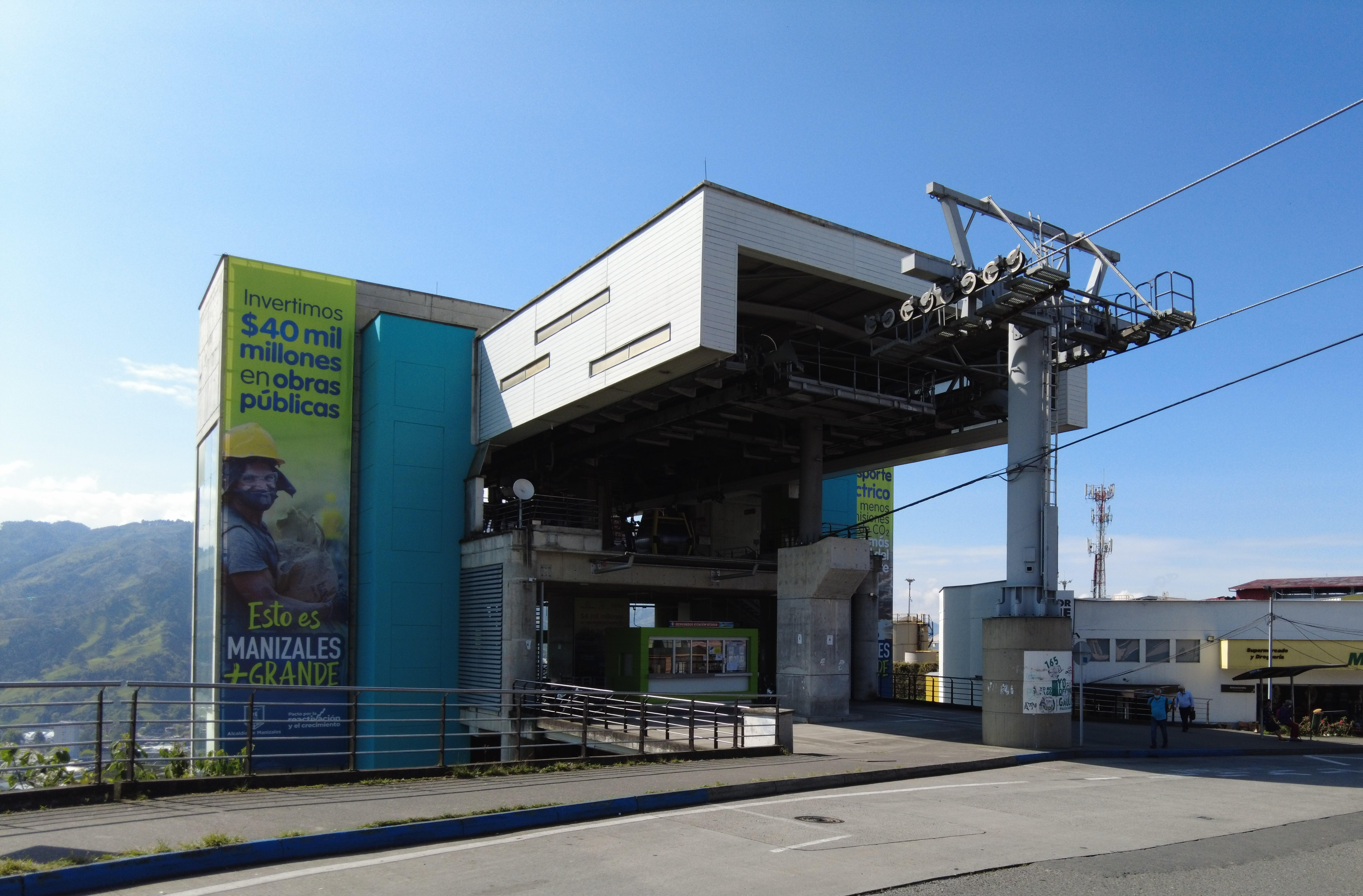
Estación Betania de la línea 1.

Primera línea en construirse e inaugurarse, comunica el centro de la ciudad con la terminal de transportes en un trayecto de 9 minutos a una velocidad de 5,5 metros por segundo. 
Posee tres estaciones en su recorrido: En la terminal de transportes se encuentra la estación "Los Cámbulos" que funciona también como intercambiador para la línea 2 y la futura línea 3 del sistema, después está la estación intermedia "Betania" y por último cerca al centro histórico de la ciudad la estación "Fundadores".
La línea 1 posee una longitud de 2,1 km y esta sostenida por 13 pilonas, en las que viajan 58 cabinas Diamond de la empresa italiana Leitner con capacidad para 10 pasajeros cada una.

### Línea 2

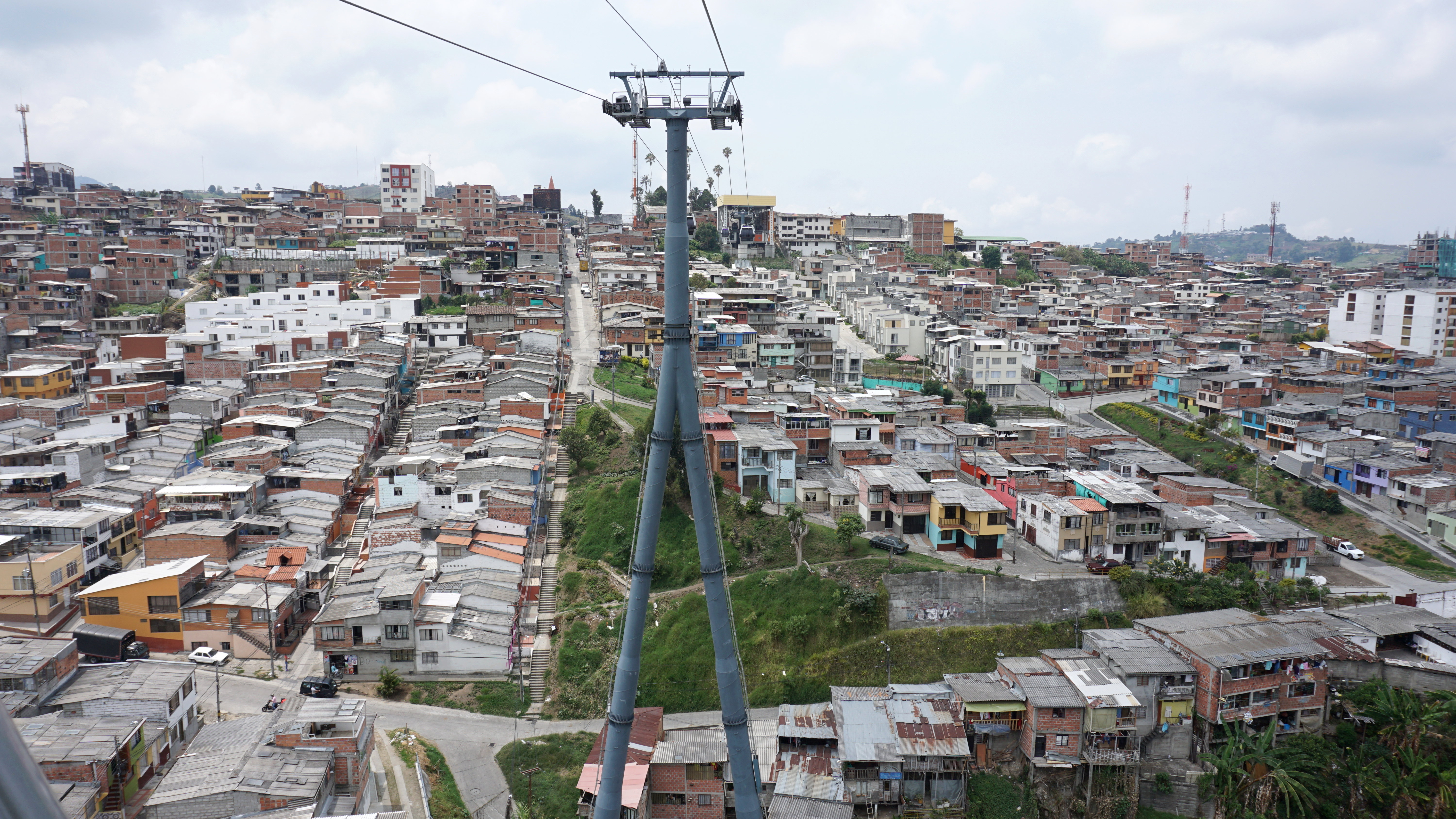
Pilona en el municipio de Villamaría.

Inaugurada el viernes 3 de enero de 2014 esta línea del cable comunica la ciudad de Manizales con el municipio vecino de Villamaría. Su construcción impulsó el uso masivo de este sistema de transporte, además de contribuir en la agilidad, rapidez y acortamiento de distancias entre las personas que se desplazan desde este municipio hacia Manizales.
La línea 2 posee una longitud de 720 metros y esta sostenida por 4 pilonas en las que viajan 22 cabinas Diamond de la empresa italiana Leitner con capacidad para 10 pasajeros cada una.
Es la línea más corta del sistema y su trayecto tiene una duración aproximada de 4 minutos.

### Línea 3
Actualmente se encuentra en construcción la línea 3 del cable aéreo de Manizales la cual contará con 4 estaciones: Cámbulos, Fátima, Universidades y El Cable, integrándose a las dos líneas de cable aéreo ya existentes mejorando la movilidad en el sentido norte - sur y conectando las tres principales centralidades de la conurbación del Área metropolitana: Centro histórico de Manizales, Villamaría y el sector financiero, universitario y deportivo. Se espera entre en operación en septiembre del 2025.
Con una longitud de 2,3 km, 16 pilonas y 57 cabinas será la línea más larga del sistema.

## Futuras Líneas
El plan maestro de movilidad de la ciudad de Manizales tiene proyectado una futura línea (la línea 4) que comunica la estación Fundadores con las comunas Ciudadela del Norte y Nuevo Horizonte, al norte de la ciudad. 
Así como también el plan de ordenamiento territorial estableció una red extensa de corredores de cable aéreo que complementan la red existente y conectan puntos estratégicos de la ciudad.